# 15346 Bonifatius
15346 Bonifatius (1994 RT11) là một tiểu hành tinh vành đai chính được phát hiện ngày 2 tháng 9 năm 1994 bởi F. Borngen ở Tautenburg.